# Charcots triad
Charcots triad, är en kombination av sjukdomsyttringar vid multipel skleros och andra neurologiska sjukdomar som innebär att patienten har osäkerhet i avsiktliga rörelser (intentionstremor), nystagmus och skanderande tal, tal med taktfasta betoningar som när man talar med överdrivet eftertryck.
Samma uttryck används ibland, felaktigt, om Charcots intermitterande gallvägsfeber, vilket är ett symtom på inflammation i gallgångarna med gulsot (ikterus), smärta under höger revbensbåge och återkommande feber med frysningar.
Charcots triad är uppkallad efter den franske läkaren Jean-Martin Charcot (1825-1893).